# Baxter, Minnesota
Baxter là một thành phố thuộc quận Crow Wing, tiểu bang Minnesota, Hoa Kỳ. Năm 2010, dân số của thành phố này là 7610 người.

## Dân số
- Dân số năm 2000: 5555 người.
- Dân số năm 2010: 7610 người.